# Paul Schröder (Schauspieler, 1982)
Paul Schröder (* 1982 in Anklam) ist ein deutscher Schauspieler und Synchronsprecher.

## Leben
Schröder besuchte das Evangelische Ratsgymnasium in Erfurt. Danach studierte von 2005 bis 2009 an der Hochschule für Schauspielkunst „Ernst Busch“ Berlin. Erste Engagements während der Ausbildung führten ihn an das Deutsche Theater und an das bat Berlin, wo er unter anderen mit Antú Romero Nunes zusammenarbeitete. Diese Arbeit setzten sie am Maxim Gorki Theater mit der Inszenierung „Der Geisterseher“ fort, die 2010 zum Theaterfestival Radikal Jung und 2011 zu den Internationalen Schillertagen eingeladen war. Für die Ruhrtriennale 2009 traf er mit Andrea Breth in ihrer Inszenierung Der zerbrochne Krug zusammen. Seit 2009 war er Ensemblemitglied am Deutschen Theater in Berlin. Hier arbeitete er u. a. mit Regisseuren wie Jette Steckel, Stephan Kimmig und Michael Thalheimer zusammen. Anschließend war er seit der Spielzeit 2011/12 Jahre Ensemblemitglied am Maxim Gorki Theater. Er arbeitete hier neben dem Regisseur Nunes auch mit Armin Petras, Milan Peschel und Jorinde Dröse. 2012 wurde er mit dem Theaterpreis der Freunde des Maxim Gorki Theaters ausgezeichnet. Unter der gleichen Intendanz wechselte er zur Spielzeit 2013/14 an das Schauspiel Stuttgart. Seit der Spielzeit 2015/16 ist er Ensemblemitglied am Thalia Theater Hamburg. Die dort produzierte Aufführung „Wenn die Rolle singt oder der vollkommene Angler“ (zusammen mit seinem Schauspielkollegen Thomas Niehaus) wurde 2017 beim Theaterfestival Radikal Jung am Münchner Volkstheater mit dem Kritiker- und dem Publikumspreis ausgezeichnet. Die Inszenierung Die Odyssee, die er ebenfalls mit Niehaus spielt, wurde zum Berliner Theatertreffen 2018 eingeladen.
Zusammen mit Steffen Wilhelm gründete er 1997 das mehrfach preisgekrönte Duo Paul und Willi.

## Rollen (Auswahl)
- Der Geisterseher, Regie: Antu Romero Nunes, Maxim-Gorki-Theater, 2009
- Mervin in Krieger im Gelee (Claudius Lünstedt), Regie: Aureliusz Smigiel, Theater Eigenreich, Berlin & Kasemattentheater, Luxembourg[1], 2009
- Ruprecht in Der Zerbrochne Krug, Regie: Andrea Breth, Ruhrtriennale 2009 Essen
- Kein Schiff wird kommen (Nis-Momme Stockmann), Regie: Frank Abt, Deutsches Theater Berlin
- Hornig in Die Weber, Regie: Michael Thalheimer, Deutsches Theater Berlin
- Der Kleine Mönch in Leben des Galilei, Regie: Armin Petras, Maxim Gorki Theater
- Franz in Die Räuber, Regie: Antu Romero Nunes, Maxim Gorki Theater
- Monolog Mario und der Zauberer, Regie: Tilmann Köhler, Schauspiel Stuttgart
- Rogoshin in Der Idiot, Regie: Martin Laberenz, Schauspiel Stuttgart 2014
- Filch, Smith in Die Dreigroschenoper, Regie: Antu Romero Nunes, Thalia Theater 2015
- Telemach in Die Odyssee, Regie: Antu Romero Nunes, Thalia Theater 2017
- Gerd in Michael Kohlhaas, Regie: Antu Romero Nunes, Thalia Theater 2017
- Aigisthos in Die Orestie, Regie: Ersan Mondtag, Thalia Theater 2017
- "Frankenstein/Homo Deus", Regie: Jan Bosse, Thalia Theater 2018
- Wilhelm Tell in "Ode an die Freiheit" (nach Friedrich Schiller), Regie: Antu Romero Nunes, Thalia Theater 2019
- Besdomny in Meister und Margarita, Regie: Martin Laberenz, Theater Basel 2021

## Auszeichnungen
- 2005: Cabinet-Preis Sparte Comedy für Paul&Willi
- 2005: Swiss Comedy Award für Paul&Willi
- 2016: Gewinner des NDR Comedy Contest für "Paul & Willi"
- 2017: Kritiker- und Publikumspreis für "Wenn die Rolle singt..." beim Theaterfestival "radikal jung" München[2]
- 2018: Einladung zum Berliner Theatertreffen 2018 mit "Die Odyssee"[3]

## Filmografie als Synchronsprecher (Auswahl)
- 2009: Sin nombre (Stimme von Orlando)
- 2011: Michel Petrucciani - Leben gegen die Zeit

## Filmografie (Auswahl)
- 2016: Großstadtrevier (Staffel 30; Folge 10)
- 2017: Neben der Spur – Sag, es tut dir leid
- 2018: Tanken - mehr als Super (Episoden 2, 10, 11, 12)
- 2021: SOKO Hamburg – Die nackte Wahrheit
- 2023: Der Greif (Fernsehserie)
- 2025: Sie glauben an Engel, Herr Drowak?